# 白豔粉蝶
優越斑粉蝶（學名：Delias hyparete，英文俗名：Painted Jezebel，別名：紅紋粉蝶、紅緣粉蝶、紅緣斑粉蝶）在台灣又名白豔粉蝶，是屬於粉蝶科的一種蝴蝶，是斑粉蝶屬的一種。廣泛分佈於東洋界，包括喜馬拉雅山脈至華南及東南亞一帶之中至低海拔地區。模式產地為印尼爪哇島。
成蟲全年可見，飛行緩慢，愛訪花。幼蟲的寄主為桑寄生科鈍果寄生屬植物。

## 分佈
中國（廣西、廣東、雲南）、台灣、菲律賓、印度尼西亞、越南、老撾、柬埔寨、泰國、緬甸、不丹、印度、孟加拉、马来西亚。

## 形態
幼蟲剛孵化時體色爲黃色，有黃色毛。成蟲前翅前緣長33-36毫米。頭、胸、腹均呈白色，僅胸部及腹部前半部略帶灰色。雄蝶翅背面底色白色，前翅翅頂及後翅外緣有黑褐色斑紋。翅腹面底色亦為白色，翅脈上覆黑褐色鱗，尤以後翅為然;前翅由翅基沿前緣至翅頂附近有黑邊，翅基有一黑褐色條紋。後翅外緣有一列鑲黑邊的紅紋，翅面基半部呈黃色。
雌雄斑紋相似，雄蝶翅膀背面白色部分較大，翅脈兩旁無黑色鱗分佈；雌蝶則相反，後翅外緣黑褐色斑紋較雄蝶鮮明，翅脈上覆黑褐色鱗使翅脈呈黑色。

## 習性

### 幼期
幼蟲的寄主為桑寄生科鈍果寄生屬之大葉桑寄生（T. liquidambaricolus）及忍冬葉桑寄生（T. lonicerifolius）、五蕊寄生屬之五蕊寄生（D. pentandra）及檀香科寄生藤屬之寄生藤（D. frutescens）等植物。幼蟲在中海拔山區的夏，秋季可以正常生長，但冬季及早春時，幼蟲常會脫皮失敗或是死於前蛹期，即便順利化蛹者也不易羽化，無法正常發育的主因可能是受到氣溫過低影響。化蛹時多半會爬離寄主植物，蛹化於枝條下方或葉下表。
桑寄生科的植物多寄生在金縷梅科、茶科、薔薇科、殼斗科等植物上，少數的荒廢果園、茶樹園裡偶爾能發現幾叢桑寄生，冬季樹木落葉後，不落葉的桑寄生會特別顯眼。

### 成蟲
一年多代。全年四季可見。出沒於海拔0-1000米地區的常綠闊葉林。飛行緩慢，常在花叢上覓食。卵是聚產，雌蝶在葉片上隨機散產卵粒，直立躺或半傾倒者皆有，有時雌蝶會邊走邊產，留下一排左右交錯的卵粒。雌蝶產卵偏好植株較小的桑寄生，又以枝條末梢尚未成熟革質的葉片較受青睞。

## 亞種

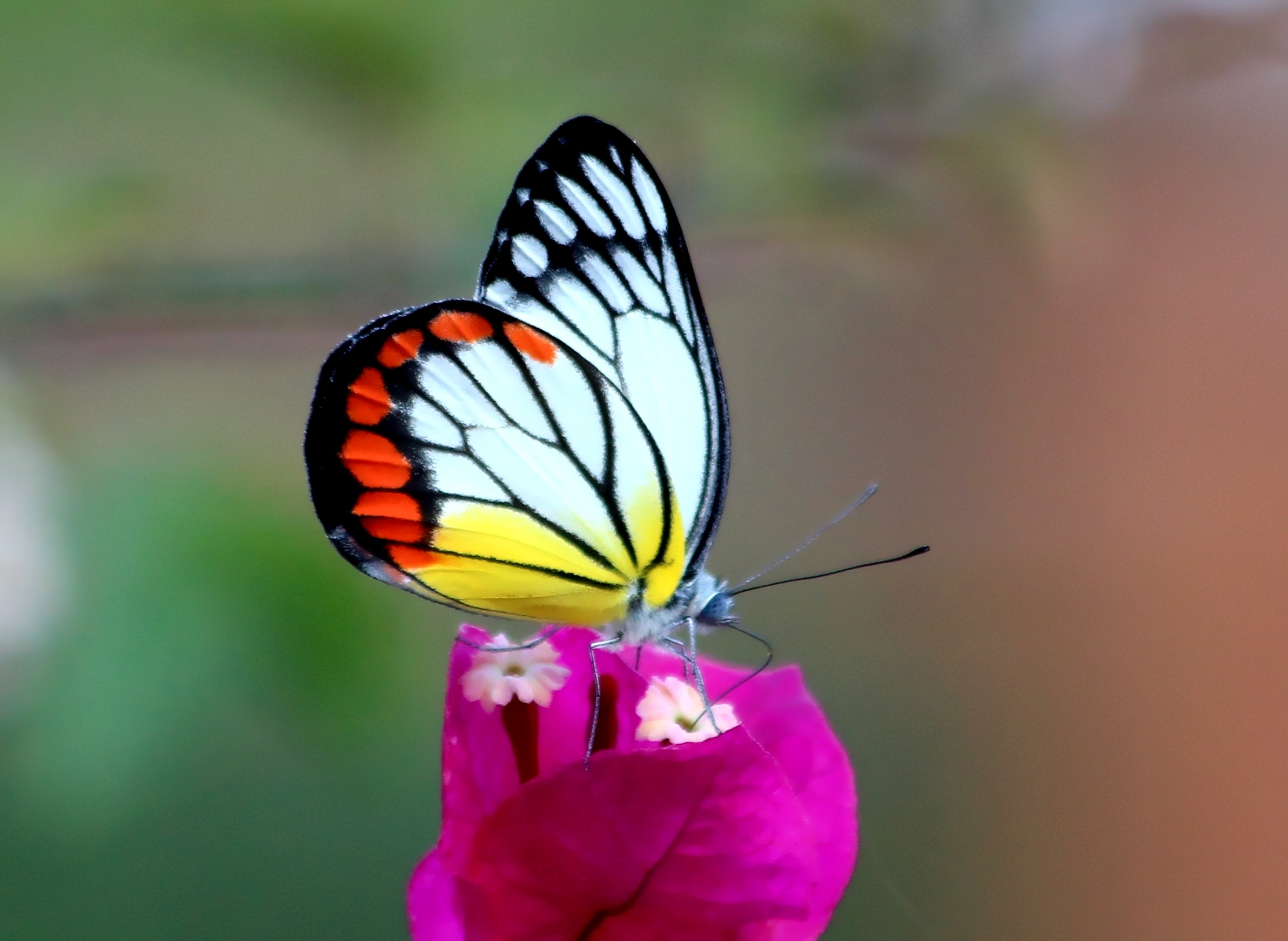
指名亞種 (D. h. hyparete ♂)

- D. h. hyparete

- 指名亞種，分佈於印尼爪哇島、峇里島及巴拉望島

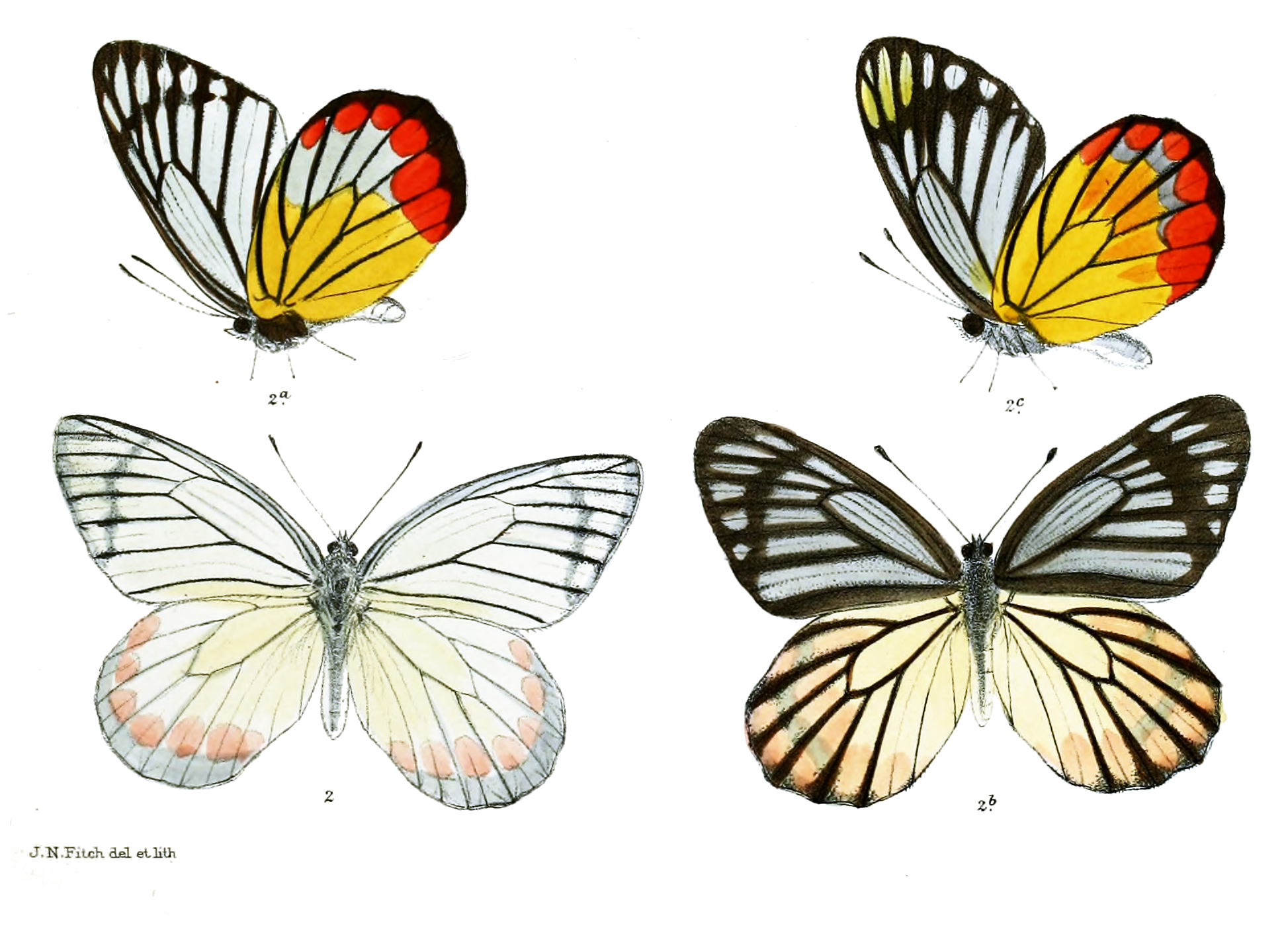
華南亞種 (D. h. hierte)

- D. h. hierte Hübner, 1818

- 華南亞種，分佈於中國南部（廣東、廣西、香港及澳門）

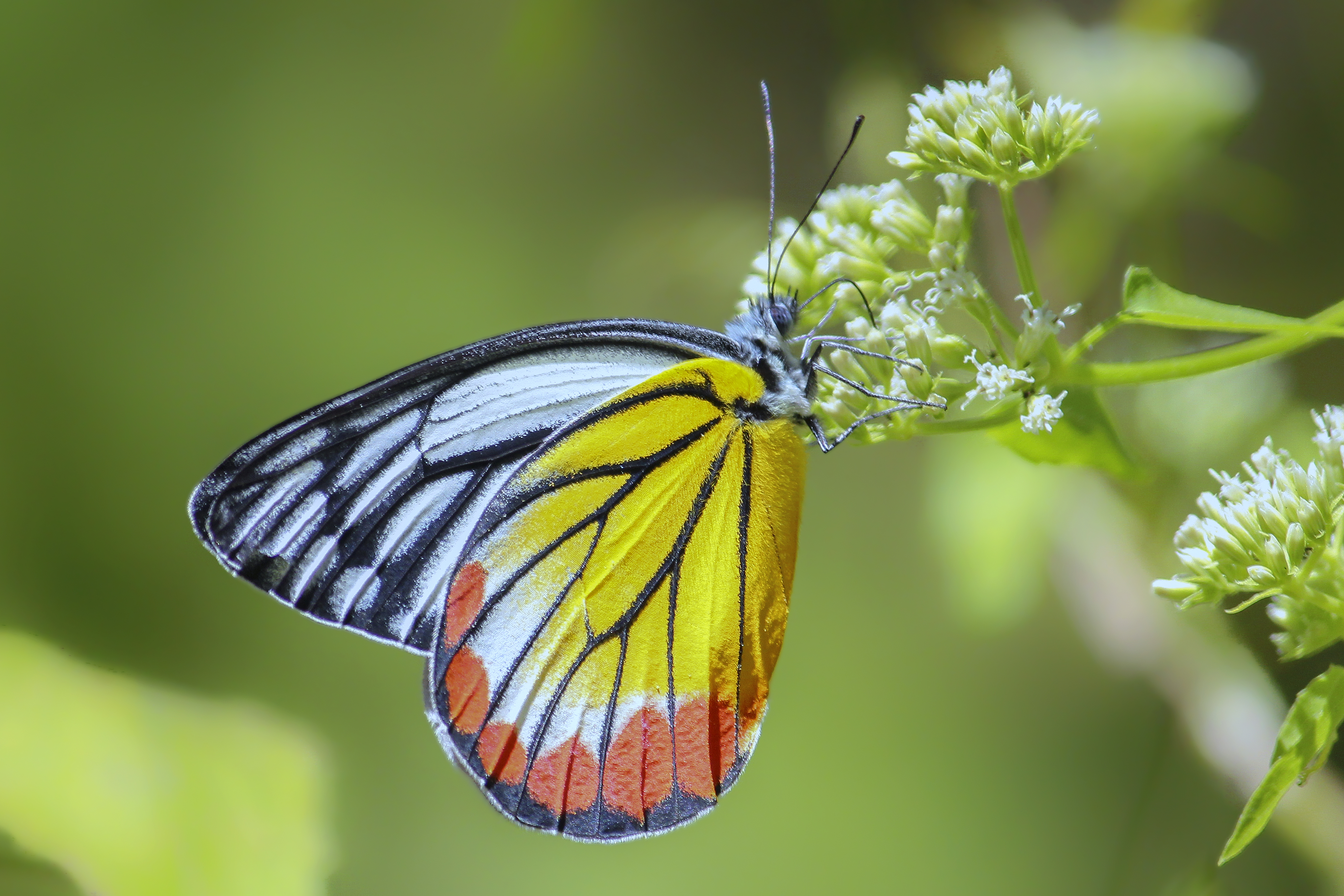
印度亞種 (D. h. indica)

- D. h. indica (Wallace, 1867)

- 印度亞種，分佈於印度北部、尼泊爾至泰國、緬甸中部、中南半島及中國雲南南部

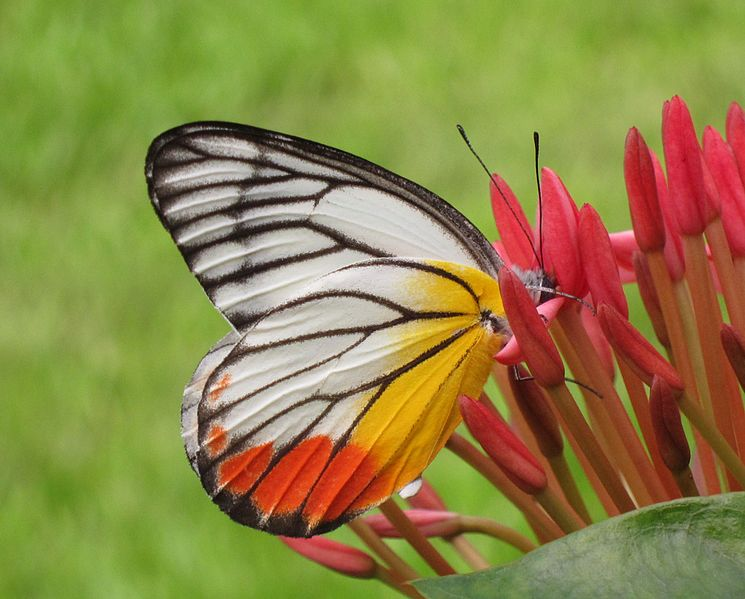
D. h. metarete ♂

- D. h. metarete Butler, 1879

- 分佈於緬甸南部至馬來半島、馬來西亞浮羅交怡、新加坡及印尼蘇門答臘
- D. h. ethire Doherty, 1886

- 分佈於印度南部
- D. h. diva Fruhstorfer, 1899

- 分佈於印尼婆羅洲
- D. h. niasana Kheil, 1884

- 分佈於印尼尼亞斯島
- D. h. amarilla Kheil, 1884

- 分佈於印尼巴都群島
- D. h. hypopelia Hagen, 1898

- 分佈於印尼明打威群島
- D. h. haemorrhoea (Vollenhoven, 1865)

- 分佈於印尼邦加島
- D. h. aurago Snellen, 1890

- 分佈於印尼勿里洞島

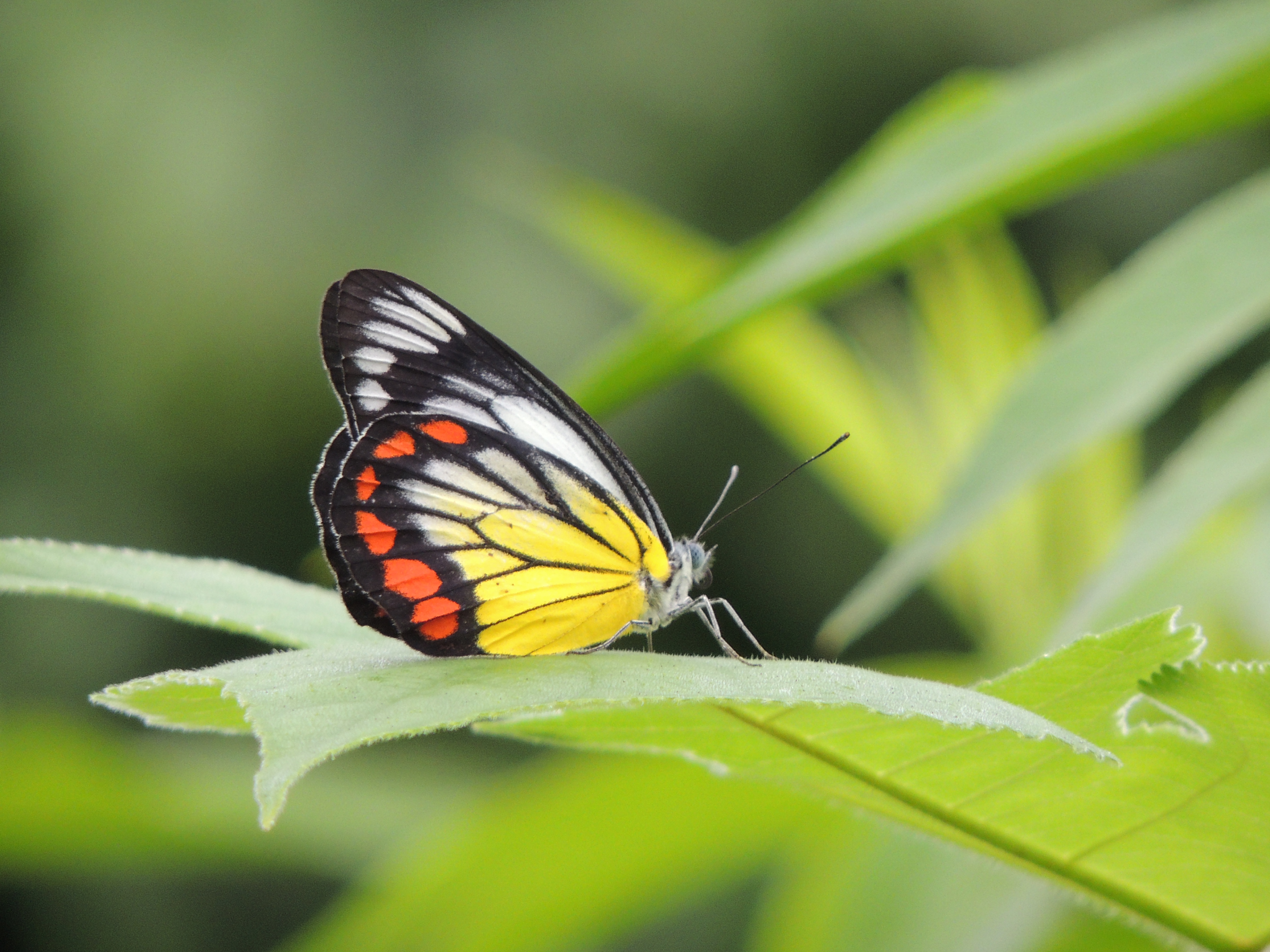
台灣亞種 (D. h. luzonensis)

- D. h. luzonensis (C. & R. Felder, 1862)

- 台灣亞種，分佈於台灣及菲律賓
- D. h. panayensis Rothschild, 1925

- 分佈於菲律賓班乃島
- D. h. domarana Fruhstorfer, 1911

- 分佈於菲律賓杜馬蘭島（Dumaran Island）
- D. h. palawanica Staudinger, 1889

- 分佈於印尼巴拉望島
- D. h. lucina Distant & Pryer, 1887

- 分佈於菲律賓蘇祿群島
- D. h. jataka Fruhstorfer, 1906

- 分佈於印尼巴都群島
- D. h. ciris Fruhstorfer, 1910

- 海南亞種，分佈於中國海南、泰國及越南
- D. h. despoliata Fruhstorfer, 1910

- 分佈於印尼蘇門答臘南部

## 文獻
- Moore, F.,1872 : Descriptions of New Indian Lepidoptera. Proc. zool. Soc. Lond. 1872(2):555-583, pls.32-34.
- Butler, A.G.,[1879] : The Butterflies of Malacca. Trans. linn. Soc. Lond., (2)Zool. 1(8):533-568, pl.68,69.
- Butler, 1897, Revision of the Pierine Butterflies of the Genus Delias Ann. Mag. nat. Hist. (6) 20 (116): 146
- Wynter-Blyth, 1957. Butterflies of the Indian Region (1982 Reprint), 421
- Lewis, 1974. Butterflies of the World: pl. 159, f. 19
- Smart, 1976. The Illustrated Encyclopedia of the Butterfly World Illust. Encyp. Butt. World
- 周尧. . 中國: 河南科学技术出版社. 1999-10-01: 116. ISBN 9787534923043 （中文（繁體））.

## 外部連結
- 维基共享资源上的相關多媒體資源：優越斑粉蝶
- 維基物種上的相關：優越斑粉蝶
- （繁體中文）
- Delias hyparete （页面存档备份，存于） - Catalogue of Life （英文）
- Delias hyparete （页面存档备份，存于） - funet.fi （英文）